# GEEK (ヒップホップユニット)
GEEK（ジーク）は東京都の3人組ヒップホップユニットである。
読み方はGEEK（ギーク）と書いてジークである。

## メンバー
- OKI（MC）
  - ソロMCとしても多くの客演をこなしている。また、自身名義のアルバムも出している。
- SEI-ONE（MC）
  - ソロMCとしても活動していて、アルバム『好きもん』も出している。
  - 2010年、活動を一時休止するが、現在は復活している。
- DJ EDO（DJ）
  - EMI MARIAのバックDJや、SEEDAのマネージャーとしても活動している。その関係でSEEDAの『小金持ち』のPVに小金持ち役として出演している。

## 略歴
- 1999年、OKI、SEI-ONE、DJ EDOでGEEKを結成。
- 2002年、クラブASIA『NO MATCH』ラップコンテストで準優勝を飾る。
- 2006年7月10日、SEEDAのMIX-CD『CONCRETE GREEN.2』に楽曲が収録され、注目される。
- 2007年6月6日、1stアルバム『LIFE SIZE』をリリース。
- 2008年2月、OKIがソロアルバム『ABOUT』をリリース。
- 2008年9月、2ndアルバムレコーディングのために北海道へ渡り、合宿を行う。
- 2008年12月11日、2ndアルバム『LIFE SIZE 2』
- 2009年4月23日、初MIX CD『XYZ』をリリース。
- 2010年2月18日、SEI-ONEがソロアルバム『好きもん』をリリースすると同時に、自身のブログにて活動休止を宣言。
- 2010年5月20日、MIX CD『XYZ 2』をリリース。
- 2010年11月17日、未発表をまとめた『LIFE SIZE ZERO』をリリース。
- 2012年8月31日、既発曲に活動休止中のSEI-ONEのヴァースを加わえた約2年振りとなるシングル『COCO (Full Version)』をリリース。[1]
- 2020年9月16日 10年振りのアルバムLIFESIZE 3をリリース

## ディスコグラフィ

### シングル
- 『COCO (Full Version)』（LIFE SIZE RECORDS）（2012年8月31日）

### アルバム
- 『LIFE SIZE』（LIFE SIZE RECORDS）（2007年6月5日）
- 『LIFE SIZE 2』（LIFE SIZE RECORDS）（2008年12月11日）
- 『LIFE SIZE ZERO』（LIFE SIZE RECORDS）（2010年11月17日）
- 『LIFE SIZE 3』（LIFE SIZE RECORDS）（2020年9月16日）

### MIX CD
- 『XYZ』（LIFE SIZE RECORDS）（2009年4月23日）
- 『XYZ 2』（LIFE SIZE RECORDS）（2010年5月20日）